# 霍華德-威廉斯角
81°26′S 161°25′E / 81.433°S 161.417°E
霍華德-威廉斯角（英語：Howard-Williams Point），是南極洲的海岬，位於沙克爾頓海岸，處於博蒙特灣以北和測量員山脈東北面，以生態學家命名，現時由南極條約體系管理。